# Olmeda de las Fuentes
Olmeda de las Fuentes är en kommun i Spanien. Den ligger i den autonoma regionen Madrid, i den centrala delen av landet, 40 km öster om huvudstaden Madrid. Antalet invånare är 408 (2024).